# Совиный волк
Совиный волк — автобиографическая философская сказка писателя и переводчика Анастасии Строкиной.
Повесть рассказывает о жизни на Крайнем севере, о детском одиночестве, о любви и самоопределении.
Первый тираж книги был выпущен издательством Росмэн при содействии Русского географического общества. Часть книг передали детям Заполярья.

## Сюжет
В основе сюжета произведения лежит история маленькой героини книги — дочки летчика, живущей в военном городке на Крайнем севере, в Печенгском районе Мурманской области. Девочка одинока — у нее нет друзей, а полярными ночами ей бывает особенно грустно.
Главная героиня повести знакомится с вымышленным персонажем — совиным волком Бубо, который становится её другом и рассказывает об окружающем мире, отвечает на самые важные вопросы ребенка, на которые не могут ответить взрослые.
Беседы девочки и совиного волка — основа сюжета. Волк делится своими знаниями о происхождении островов. Он рассуждает о злом человеческом оружии, о радиации и подводных лодках, лежащих на дне северных морей, о своем друге гагуне Папако — удивительной птице, которая умеет нырять в ледяную воду и совершенно не боится жестоких ветров.

Анастасия Строкина так комментирует историю создания повести:
«В этом месте находился военный аэродром, где служил молодой лётчик Юрий Гагарин, выполняя задания за штурвалом истребителя „Миг-15“, на котором спустя несколько лет разбился; там базировался полк военно-транспортный авиации, куда направили моего отца, и там нам с волком посчастливилось родиться.
Я так много пишу о моей родине, потому что настоящий главный герой моей книги — не девочка, не её воображаемый друг волк, а именно север и то чувство одиночества и одновременно единения с миром, которое он дарит — думаю, каждому.»
«Мне хотелось, чтобы вместе с моим волком читатель узнал о заполярных птицах, о лишайниках, о рыбах; поразмышлял, чем северные реки отличаются от южных, узнал о подводных лодках и испытаниях на Новой Земле, задумался о том, что такое радиация и атомная бомба, и об ответственности каждого из нас за то место, куда мы пришли и откуда когда-нибудь уйдём.

Эта книга — не то чтобы о моём детстве, а скорее о том, как иногда, когда ты ещё не вырос, бывает одиноко, как бывает страшно и тревожно и как хочется поскорее всё узнать, понять, принять в себя и стать частью большого мира.»

## Философское обоснование произведения
Основу повести «Совиный волк» составляют онтологические вопросы, связанные с такими понятиями, как память, время, красота, вред, наносимый человеком окружающей среде, ответственность за поступок, ценность дружбы.

На VII Международной научной конференции «Русская-литература XX—XXI веков как единый процесс», проходящей в Московском государственном университете философский концепт произведения «Совиный волк» был рассмотрен следующим образом:
«Философско-пространственная характеристика мира „Совиного волка“ в той или иной степени происходит из личного опыта Анастасии Строкиной, детство которой прошло за Полярным кругом. Север — это одновременно и фон, и действующее лицо. Это обстоятельство определяет и временной аспект — неторопливый „зимний“ темп повествования. „…— Тебе грустно? — Я кивнула. — Холодно? — Я снова кивнула. — Одиноко? — Да… — Значит, ты еще совсем не понимаешь Север…“

Еще одной особенностью философской концепции повести является органичное соединение элементов, присущих различным типам детских произведений. В традициях русской детской литературы „Совиный волк“, наряду с развлекательной, реализует развивающую, познавательную и мотивирующую функции, представляя собой не только волшебную историю, но и путь становления и воспитания личности. Обладая познавательной и этической ценностью, произведение информативно с точки зрения сведений об окружающем мире и поучительно с точки зрения межличностных отношений Волк — девочка. „Совиный волк“ — это путешествие через трудный диалог, ведущее к познанию, постижению мира, взрослению и формированию личности героя-ребенка. Однако присутствие дидактической, философской основы повести не препятствует восприятию её волшебного начала. Дружба девочки и волка, оживающие второстепенные персонажи — жаба Агриппина, гагун Папако, лишайники и другие обитатели Севера дарят традиционное восприятие сказочного сюжета произведения. Главной чертой повести, определяющей её как философскую, можно считать интеллектуальное и эмоциональное взросление главного героя.»

## Цитаты из повести (приведены из свободного доступа)[7]
- «Мы встретились на Севере, таком крайнем, что за его краем ничего как будто и нет — только холодная тяжелая вода, в которой живут мрачные и темные рыбы»;
- «В дружбу входишь, как в реку, — не знаешь, что там на дне: камни, коряги»;
- «Вот ты знаешь, как зовут эту реку? — поинтересовался волк. — Печенга! — уверенно ответила я. Что-что, а название реки, у которой родился, знает каждый. — И что, по-твоему, означает это слово? Я никогда раньше не задумывалась, что слово может означать что-то ещё»;
- «А что такое холод? Я задумалась. — Наверное, холод — это страх потерять тепло»;
- «Вода — это тоже небо, только наоборот»;
- «Волк, ты вот скажи, почему со взрослыми так сложно? Им есть дело до какой-то чепухи, а на главное они не обращают внимания!»;
- «Ничего особенного не случилось. Никаких далёких путешествий, пиратов, островов, походов — ничего такого. Всё тот же мой серый дом в четыре этажа, подъезд, середина ноября. Но всё-таки случилось что-то, от чего всё потом стало другим: время как будто нашло меня, выросло передо мной и сказало: „Вот я. Я твоё. Я такое, какое есть сейчас, и таким меня никогда никто больше не увидит. С этого дня я буду жить в тебе“. К каждому время приходит по-своему, но стоит ему один раз появиться перед человеком — неожиданно, во всём величии, как оно больше никуда не денется. Так и останется с человеком на всю жизнь.»;
- «На севере понимаешь, что даже конец — это на самом деле ещё не конец. Это переход.»;
- «В природе и в жизни свои законы: всем даётся разное и неповторимое. Если ты не умеешь ценить то, что у тебя есть, как тебе сможет понравиться что-то ещё?».

## Премии и награды
- Лауреат премии «Новая детская книга» в номинации «Родная природа» (2016)[8]
- Дипломант международной детской литературной премии имени В. П. Крапивина (2018)[9]
- Лонг-лист премии им. Фазиля Искандера (2018)[10]
- Обладатель знака «Нравится детям ленинградской области 2018»[11]